# Carlos Frenk

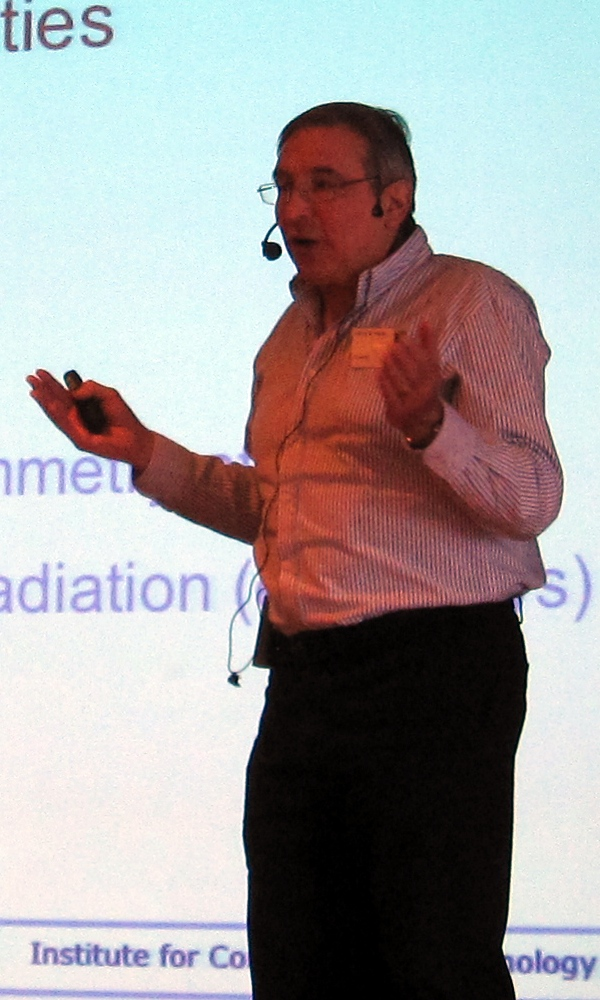
Carlos Frenk

Carlos Silvestre Frenk (* 27. Oktober 1951) ist ein britisch-mexikanischer Astrophysiker. Er befasst sich mit Computermodellen zur Strukturentstehung im Universum.

## Leben
Frenk studierte ab 1972 theoretische Physik an der Universität von Mexiko-Stadt und ab 1976 an der Universität Cambridge, wo er 1981 in Astrophysik promoviert wurde. 1981 bis 1983 war er als Post-Doktorand an der University of California, Berkeley, und danach an der University of California, Santa Barbara und der University of Sussex. Ab 1985 war er als Lecturer an der University of Durham, wo er 1991 Reader und 1993 Professor wurde. Seit 2001 ist er dort Ogden Professor of Fundamental Physics und Direktor des Institute for Computational Cosmology (ICC).
Frenk war in den 1980er Jahren an frühen Untersuchungen mit George Efstathiou, Marc Davis und Simon White zu Cold Dark Matter Modellen des frühen Universums beteiligt. 2011 erhielt er mit Marc Davis, George Efstathiou und Simon White dafür den Gruber-Preis für Kosmologie. Er ist an führender Stelle im Virgo Consortium beteiligt, einer europäischen Initiative zu kosmologischen Studien mit Supercomputern, darunter der Cosmology Machine in Durham und einem weiteren Schwerpunkt am Max-Planck-Institut für Astrophysik in Garching.
2004 wurde Frenk Fellow der Royal Society, deren Wolfson Research Merit Award er 2006 erhielt. 2010 erhielt er den George Darwin Preis der Royal Astronomical Society und den Hoyle Preis des Institute of Physics. 2014 wurde er mit der Goldmedaille der Royal Astronomical Society ausgezeichnet, für 2017 wurde ihm der Max-Born-Preis der Deutschen Physikalischen Gesellschaft zugesprochen, für 2020 die Dirac-Medaille des Institute of Physics und für 2021 die Rumford-Medaille der Royal Society.
Seit 2020 zählt ihn der Medienkonzern Clarivate zu den Favoriten auf einen Nobelpreis (Clarivate Citation Laureates).

## Schriften
- mit Darren J. Croton, Volker Springel, Simon D. White, G. De Lucia, L. Gao, A. Jenkins, G. Kauffmann, J.F. Navarro, N. Yoshida: The Many lives of AGN: Cooling flows, black holes and the luminosities and colours of galaxies.  In: Mon. Not. Roy. Astron. Soc. Band 365, 2006, S. 11–28, Erratum: Mon. Not. Roy. Astron. Soc. Band 367, 2006, S. 864.
- mit Marc Davis, George Efstathiou, Simon D. White: The Evolution of Large Scale Structure in a Universe Dominated by Cold Dark Matter. In: Astrophys. J. Band 292, 1985, S. 371–394.
- mit G. Efstathiou, M. Davis, Simon White: Numerical techniques for large cosmological N-body simulations. In: The Astrophysical Journal Supplement Series. Band 57, 1985, S. 241–260, doi:10.1086/191003.
- mit Julio Navarro, Simon White: A Universal density profile from hierarchical clustering. In: Astroph. J. Band 490, 1997, S. 493–508.